# Asymbius formosanus
Asymbius formosanus es una especie de coleóptero de la familia Endomychidae.

## Distribución geográfica
Habita en la isla de Formosa (Asia).